# У стен Малапаги
«У стен Малапа́ги» (итал. Le mura di Malapaga, фр. Au-delà des grilles) — драматический фильм французско-итальянского производства, вышедший в 1949 году. Фильм был снят французским режиссёром Рене Клеманом по сценарию Чезаре Дзаваттини, Сузо Чекки д’Амико и Альфредо Гуарини, адаптированном для экрана Жаном Ораншем и Пьером Бостом.
Продюсером фильма стал соавтор сценария итальянец Альфредо Гуарини, а в главных ролях снялись француз Жан Габен и итальянка Иза Миранда.

## Сюжет
Главный герой Пьер прибывает из Франции в Геную, где сходит на берег из-за разболевшегося зуба, чтобы посетить дантиста. Некий мошенник меняет ему франки на фальшивые лиры, а остальные деньги крадёт.
Пьер идет к врачу, и только там осознает, что с ним произошло. Дантист оказывает ему помощь бесплатно. Дорогу к зубному врачу ему показывает Чикина, которая предлагает Пьеру задержаться в ресторане, где официанткой работает Марта, мать Чикины. Платить нечем. На фоне развернувшейся драмы между Пьером и Мартой возникают сердечные отношения. И в порыве откровенности герой признается, что совершил убийство и скрывается от правосудия.

## В ролях
- Жан Габен — Пьер Арриньон
- Иза Миранда — Марта Манфредини
- Андреа Кекки — Джузеппе Манфредини, муж Марты
- Вера Тальки — Чеккина, дочь Марты

## Награды
Картина «У стен Малапаги» в своё время была высоко оценена: в 1949 году режиссёр фильма Рене Клеман и исполнительница главной роли Иза Миранда были удостоены наград Каннского кинофестиваля, а в 1950 году она завоевала почётную премию «Оскар» за лучший фильм на иностранном языке.